# Marktleuthen
Marktleuthen este un oraș din districtul Wunsiedel, regiunea administrativă Franconia Superioară, landul Bavaria, Germania. 

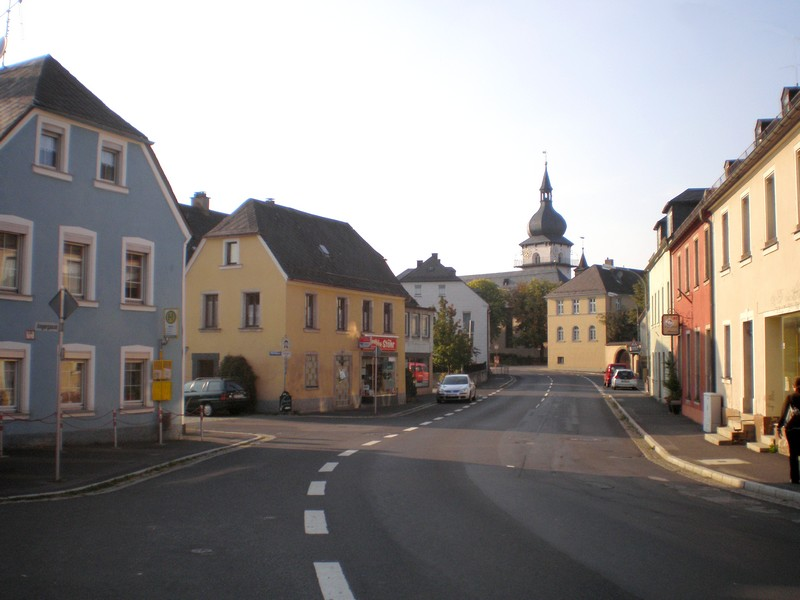
Marktleuthen